# Elinor Snowsill
Pas d'image ? Cliquez ici

a Compétitions nationales et continentales officielles uniquement.

b Matchs officiels uniquement.
Elinor Snowsill, née le 7 février 1989 à Ascot (Angleterre), est une joueuse internationale galloise de rugby à XV et internationale de rugby à sept évoluant au poste de demi d'ouverture.

## Biographie
Elinor Snowsill naît le 7 février 1989 à Ascot dans le Berkshire en Angleterre.
En 2022, elle joue en club avec les Bristol Bears. Elle compte 67 sélections en équipe du pays de Galles quand elle est retenue en septembre 2022 pour disputer la Coupe du monde en Nouvelle-Zélande.
En août 2023, elle annonce mettre un terme à sa carrière sportive avec effet immédiat.